# Port lotniczy Pointe-Noire
Port lotniczy Pointe-Noire – międzynarodowy port lotniczy położony w Pointe-Noire, w Republice Konga. Jest to drugi co do wielkości port lotniczy tego kraju.

## Linie lotnicze i połączenia
| Linia Lotnicza         | Kierunek                                         |
| ---------------------- | ------------------------------------------------ |
| AfriJet                | 1. Libreville                                    |
| Air Côte d'Ivoire      | 1. Abidżan 2. Libreville                         |
| Air France             | 1. Luanda 2. Paryż-Charles de Gaulle             |
| ASKY Airlines          | 1. Kinszasa 2. Lomé                              |
| Camair-Co              | 1. Douala (od 13 maja 2024)                      |
| Canadian Airways Congo | 1. Brazzaville                                   |
| Equaflight             | 1. Port-Gentil                                   |
| Ethiopian Airlines     | 1. Addis Abeba                                   |
| Mauritania Airlines    | 1. Bamako 2. Brazzaville 3. Kotonu 4. Nawakszut  |
| TAAG Angola Airlines   | 1. Luanda                                        |
| Trans Air Congo        | 1. Brazzaville 2. Kotonu 3. Douala 4. Libreville |
| Turkish Airlines       | 1. Stambuł 2. Libreville                         |